# Ligne de Parme à Suzzara
La ligne de Parme à Suzzara est une ligne ferroviaire italienne appartenant à Ferrovie Emilia Romagna (FER). C'est une ligne régionale située entre les régions d'Émilie-Romagne et de Lombardie, elle relie les villes de Parme et de Suzzara.

## Histoire
La ligne fut inaugurée le 27 décembre 1883.

## Cinéma
La ligne apparaît dans de nombreuses scènes des films de la saga Don Camillo, en particulier dans la célèbre Gare de Brescello-Viadana.